# Dança dos Famosos
Dança dos Famosos est une émission de télé-réalité centrée sur la danse et diffusée depuis 2005 sur la TV Globo en Brésil. L'émission est adaptée d'un format britannique, Strictly Come Dancing.
Elle peut être comparée avec Dancing with the Stars (États-Unis) ou encore Danse avec les stars (France). diffusé pendant 17 saisons sur Domingão do Faustão, de Fausto Silva. mais en 2021, en raison du départ de l'ancien présentateur, il est devenu son propre programme et s'appelait Super Dança dos Famosos, et avec Tiago Leifert comme présentateur . retour dans l'émission télévisée Domingão com Huck, désormais animée par Luciano Huck.

## Déroulement des saisons
| #                | Année | Direction        | Présentation  | Vainqueur                           | Vainqueur          |
| ---------------- | ----- | ---------------- | ------------- | ----------------------------------- | ------------------ |
| 1 (en)           | 2005  | Henrique Mathias | Fausto Silva  | Drapeau de l'État de São Paulo      | Karina Bacchi      |
|                  | 2005  | Henrique Mathias | Fausto Silva  | Drapeau de l'État de São Paulo      | Karina Bacchi      |
| 2 (en)           | 2006  | Henrique Mathias | Fausto Silva  | Drapeau du Rio Grande do Sul        | Juliana Didone     |
|                  | 2006  | Henrique Mathias | Fausto Silva  | Drapeau du Rio Grande do Sul        | Juliana Didone     |
| 3 (en)           | 2006  | Henrique Mathias | Fausto Silva  | Drapeau de l'État de Rio de Janeiro | Robson Caetano     |
|                  | 2006  | Henrique Mathias | Fausto Silva  | Drapeau de l'État de Rio de Janeiro | Robson Caetano     |
| 4 (en)           | 2007  | Henrique Mathias | Fausto Silva  | Drapeau de Santa Catarina           | Rodrigo Hilbert    |
|                  | 2007  | Henrique Mathias | Fausto Silva  | Drapeau de Santa Catarina           | Rodrigo Hilbert    |
| 5 (en)           | 2008  | Henrique Mathias | Fausto Silva  | Drapeau de l'État de São Paulo      | Christiane Torloni |
|                  | 2008  | Henrique Mathias | Fausto Silva  | Drapeau de l'État de São Paulo      | Christiane Torloni |
| 6 (en)           | 2009  | Henrique Mathias | Fausto Silva  | Drapeau de l'État de São Paulo      | Paolla Oliveira    |
|                  | 2009  | Henrique Mathias | Fausto Silva  | Drapeau de l'État de São Paulo      | Paolla Oliveira    |
| 7 (en)           | 2010  | Henrique Mathias | Fausto Silva  | Drapeau de l'État de São Paulo      | Fernanda Souza     |
|                  | 2010  | Henrique Mathias | Fausto Silva  | Drapeau de l'État de São Paulo      | Fernanda Souza     |
| 8 (en)           | 2011  | Henrique Mathias | Fausto Silva  | Drapeau du Rio Grande do Sul        | Miguel Roncato     |
|                  | 2011  | Henrique Mathias | Fausto Silva  | Drapeau du Rio Grande do Sul        | Miguel Roncato     |
| 9 (en)           | 2012  | Henrique Mathias | Fausto Silva  | Drapeau de l'État de Rio de Janeiro | Rodrigo Simas      |
|                  | 2012  | Henrique Mathias | Fausto Silva  | Drapeau de l'État de Rio de Janeiro | Rodrigo Simas      |
| 10 (en)          | 2013  | Henrique Mathias | Fausto Silva  | Drapeau de l'État de Rio de Janeiro | Carol Castro       |
|                  | 2013  | Henrique Mathias | Fausto Silva  | Drapeau de l'État de Rio de Janeiro | Carol Castro       |
| 11 (en)          | 2014  | Henrique Mathias | Fausto Silva  | Drapeau de l'État de Rio de Janeiro | Marcello Melo Jr   |
|                  | 2014  | Henrique Mathias | Fausto Silva  | Drapeau de l'État de Rio de Janeiro | Marcello Melo Jr   |
| 12 (en)          | 2015  | Henrique Mathias | Fausto Silva  | Drapeau de l'État de Rio de Janeiro | Viviane Araújo     |
|                  | 2015  | Henrique Mathias | Fausto Silva  | Drapeau de l'État de Rio de Janeiro | Viviane Araújo     |
| 13 (en)          | 2016  | Henrique Mathias | Fausto Silva  | Drapeau de l'État de Rio de Janeiro | Felipe Simas       |
|                  | 2016  | Henrique Mathias | Fausto Silva  | Drapeau de l'État de Rio de Janeiro | Felipe Simas       |
| 14 (en)          | 2017  | Henrique Mathias | Fausto Silva  | Drapeau de l'État de Rio de Janeiro | Maria Joana        |
|                  | 2017  | Henrique Mathias | Fausto Silva  | Drapeau de l'État de Rio de Janeiro | Maria Joana        |
| 15 (en)          | 2018  | Henrique Mathias | Fausto Silva  | Drapeau du Goiás                    | Léo Jaime          |
|                  | 2018  | Henrique Mathias | Fausto Silva  | Drapeau du Goiás                    | Léo Jaime          |
| 16 (en)          | 2019  | Henrique Mathias | Fausto Silva  | Drapeau de la Syrie                 | Kaysar Dadour      |
|                  | 2019  | Henrique Mathias | Fausto Silva  | Drapeau de la Syrie                 | Kaysar Dadour      |
| 17 (en)          | 2020  | Henrique Mathias | Fausto Silva  | Drapeau du Pernambouc               | Lucy Ramos         |
|                  | 2020  | Henrique Mathias | Fausto Silva  | Drapeau du Pernambouc               | Lucy Ramos         |
| 18 (en)          | 2021  | Henrique Mathias | Tiago Leifert | Drapeau de l'État de São Paulo      | Paolla Oliveira    |
|                  | 2021  | Henrique Mathias | Tiago Leifert | Drapeau de l'État de São Paulo      | Paolla Oliveira    |
| 19 (en)          | 2022  | Henrique Mathias | Luciano Huck  | Drapeau du Rio Grande do Sul        | Vitória Strada     |
| [ 4 ]            | 2022  | Henrique Mathias | Luciano Huck  | Drapeau du Rio Grande do Sul        | Vitória Strada     |
| 20 (en)          | 2023  | Henrique Mathias | Luciano Huck  | Drapeau de Bahia                    | Priscila Fantin    |
| [ 5 ]            | 2023  | Henrique Mathias | Luciano Huck  | Drapeau de Bahia                    | Priscila Fantin    |
| 21 (en)          | 2024  | Henrique Mathias | Luciano Huck  | Drapeau de l'État de Rio de Janeiro | Tati Machado       |
| [ 6 ] [ Note 1 ] | 2024  | Henrique Mathias | Luciano Huck  | Drapeau de l'État de Rio de Janeiro | Tati Machado       |
| 22 (en)          | 2025  | Henrique Mathias | Luciano Huck  |                                     |                    |
| [ 7 ] [ Note 2 ] | 2025  | Henrique Mathias | Luciano Huck  |                                     |                    |

## Galerie des Vainqueurs

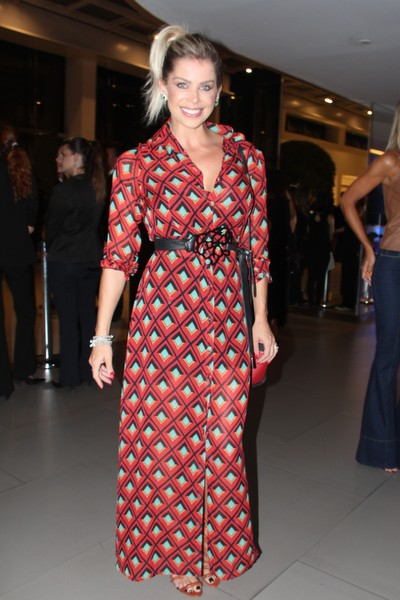
Karina Bacchi
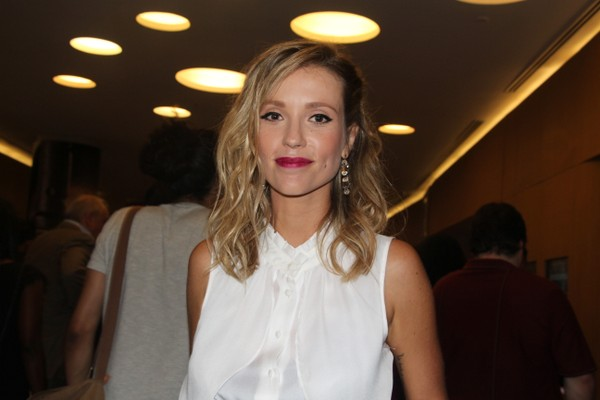
Juliana Didone
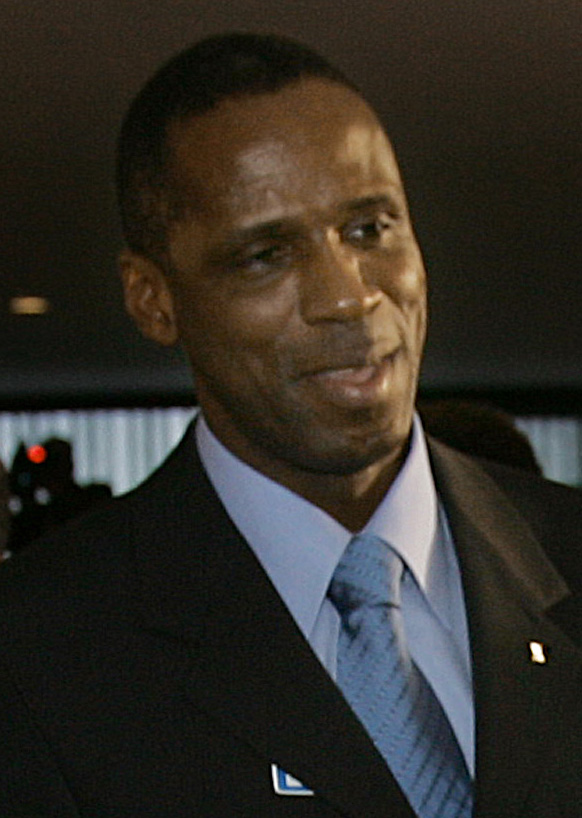
Robson Caetano
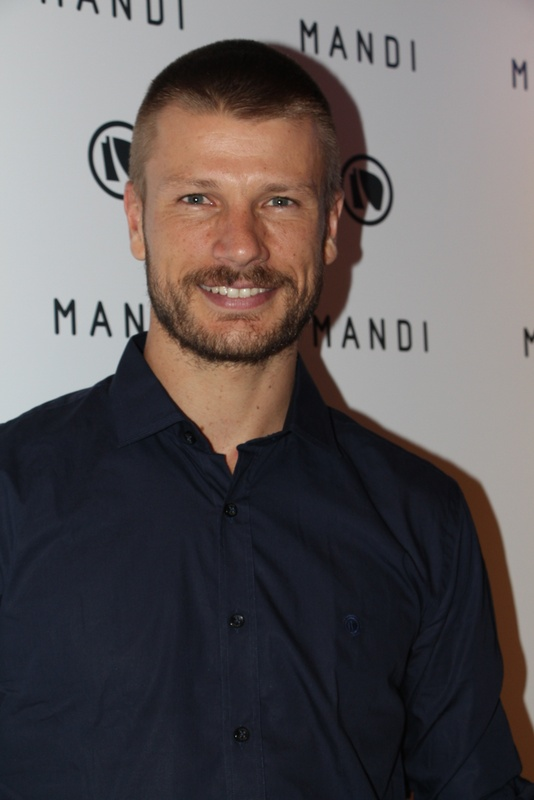
Rodrigo Hilbert
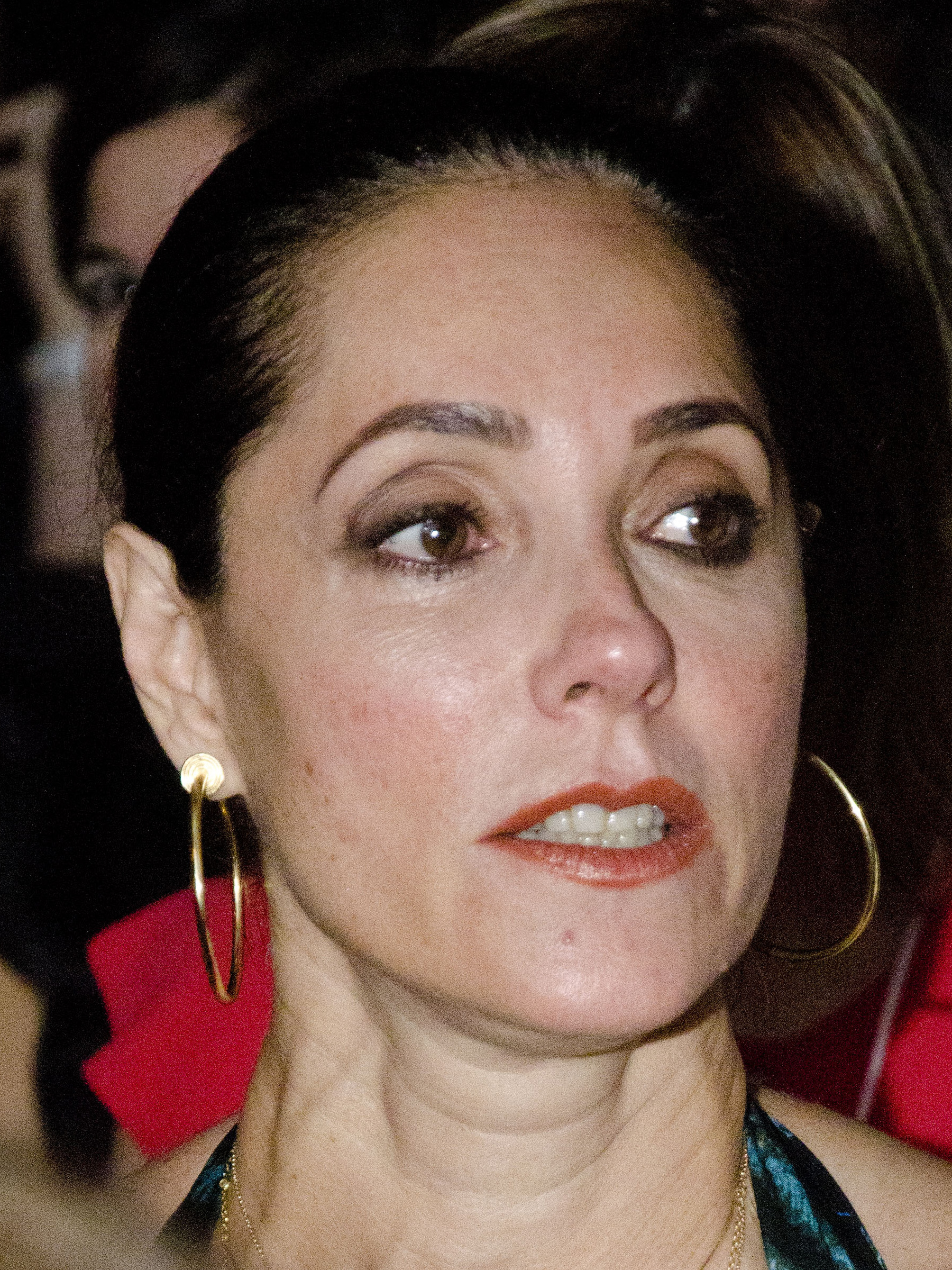
Christiane Torloni
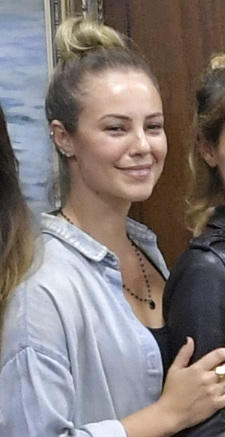
Paolla Oliveira
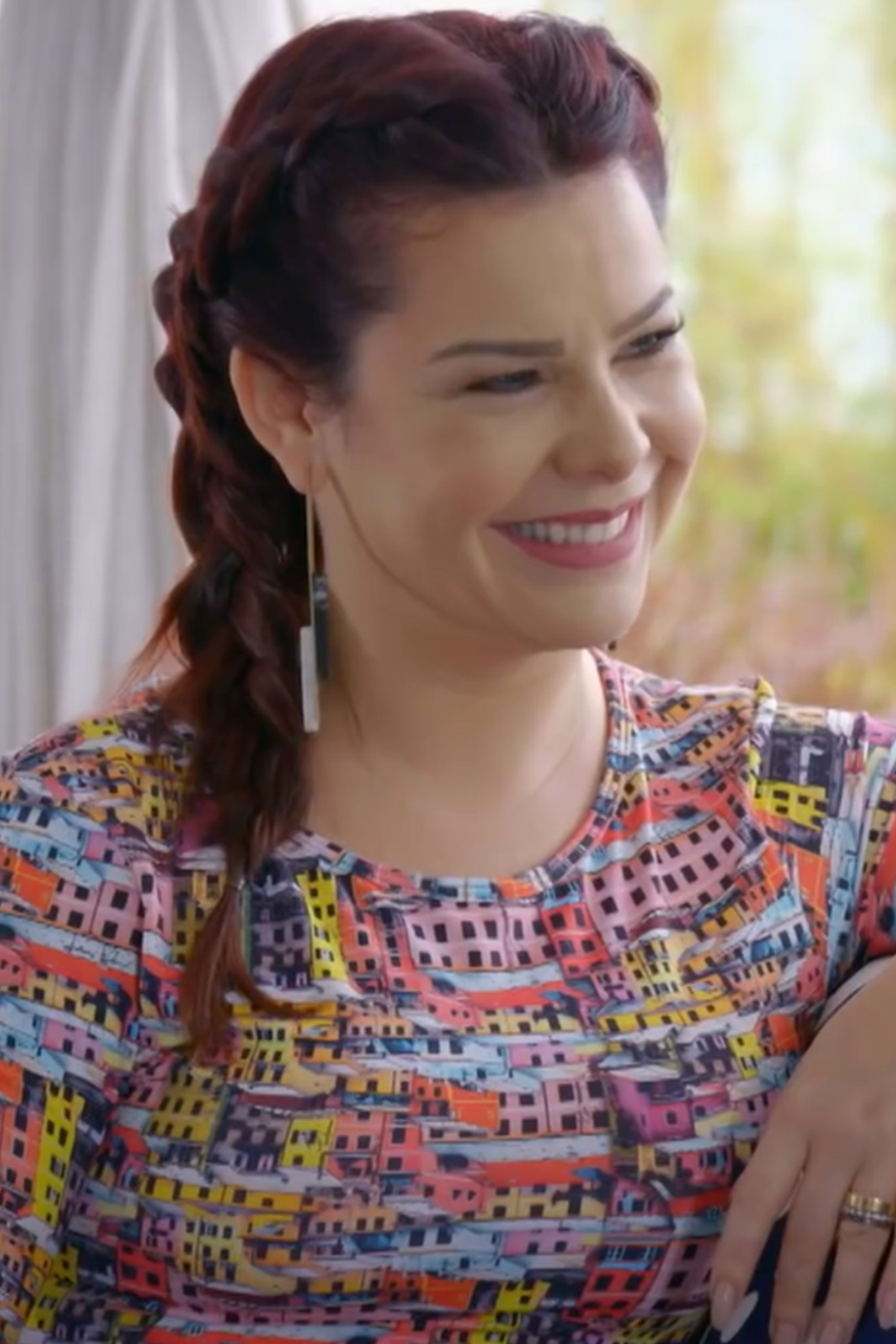
Fernanda Souza
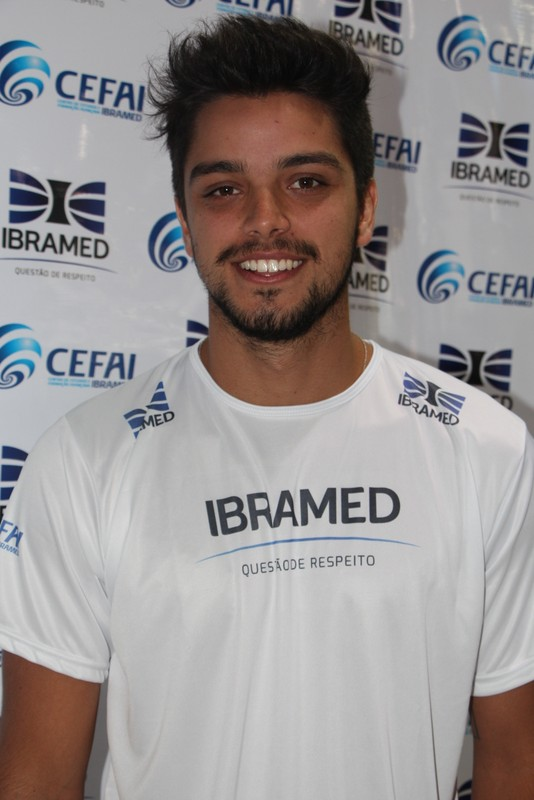
Rodrigo Simas
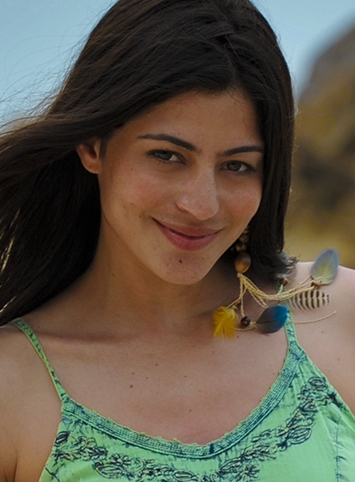
Carol Castro
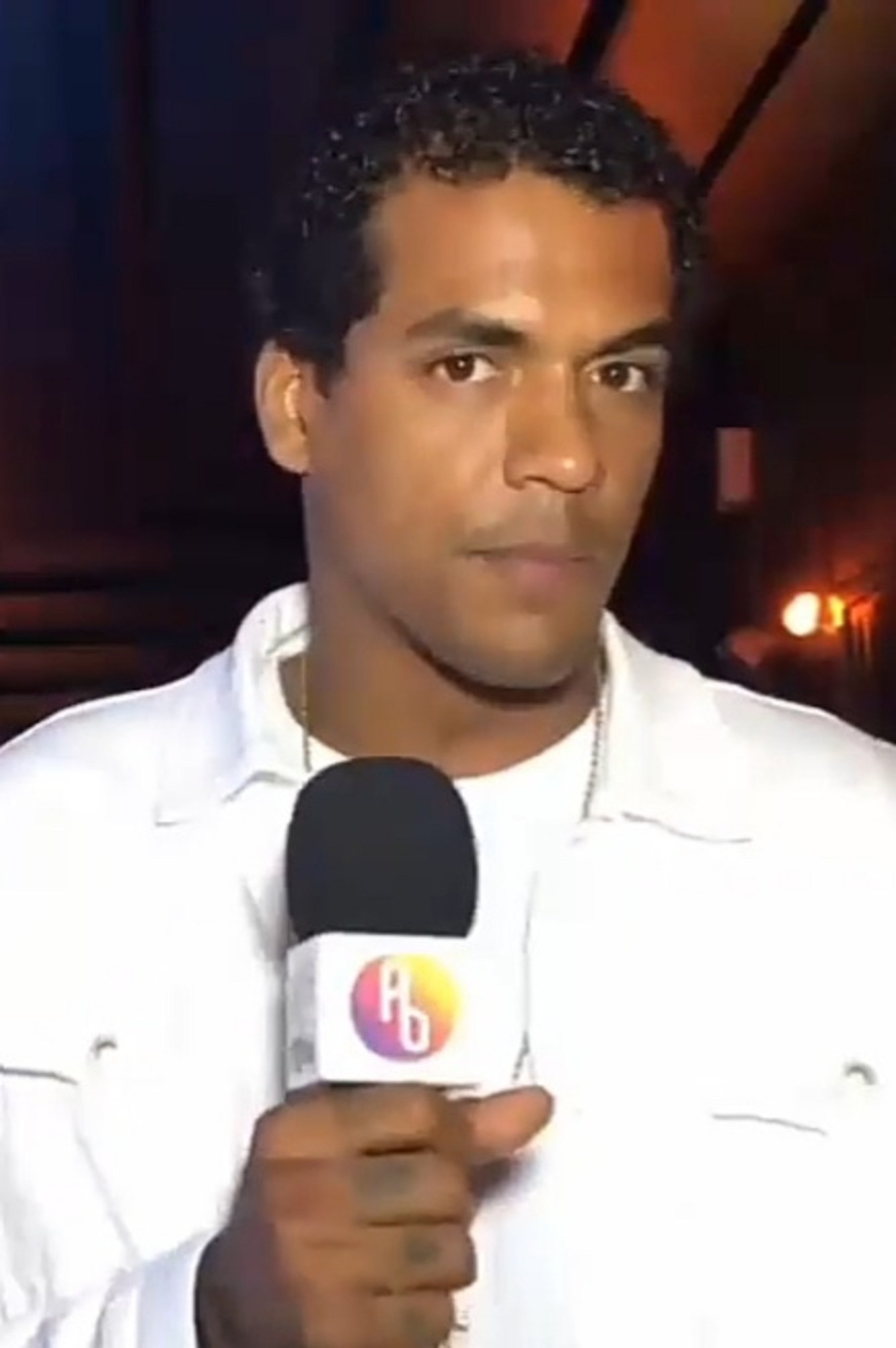
Marcello Melo Jr.
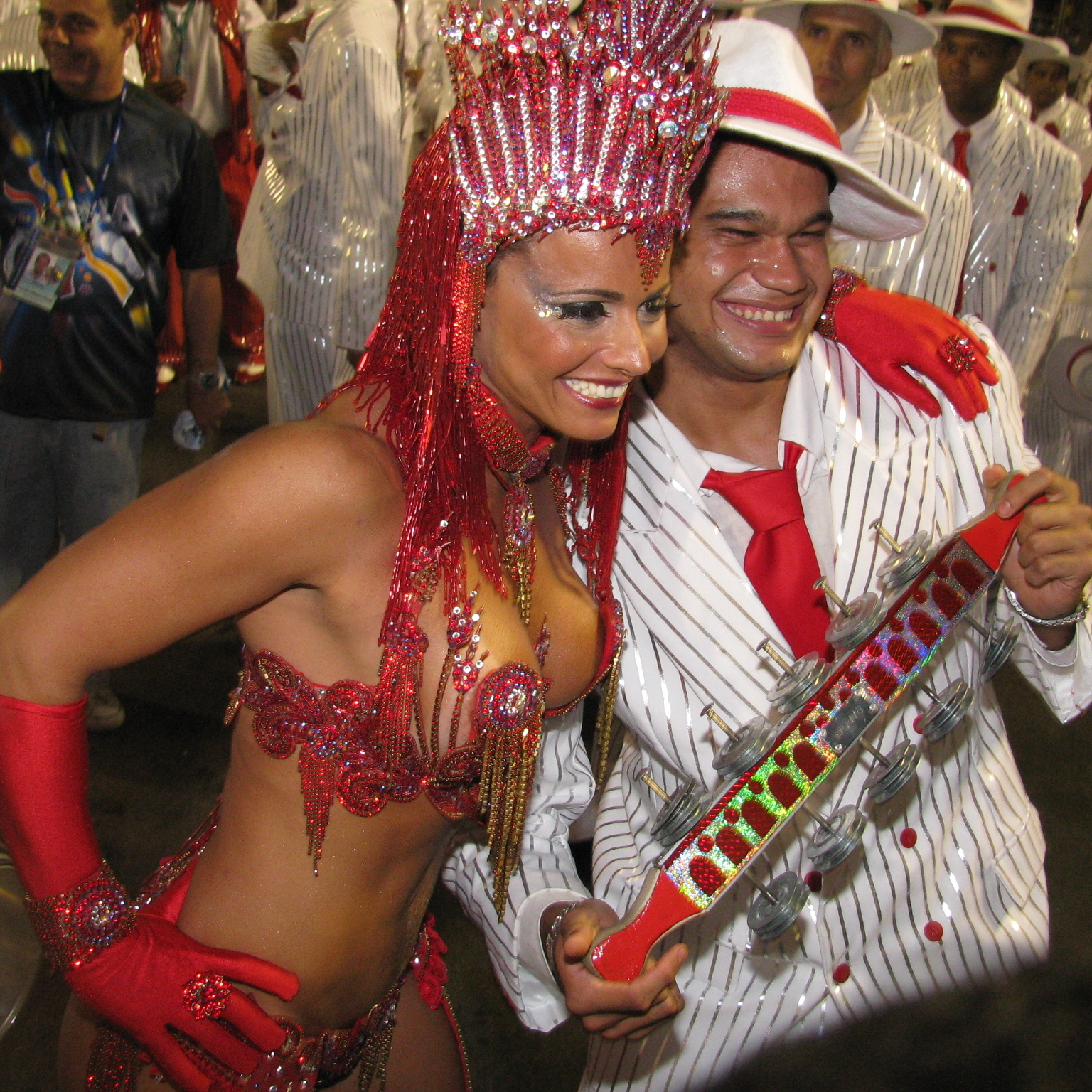
Viviane Araújo
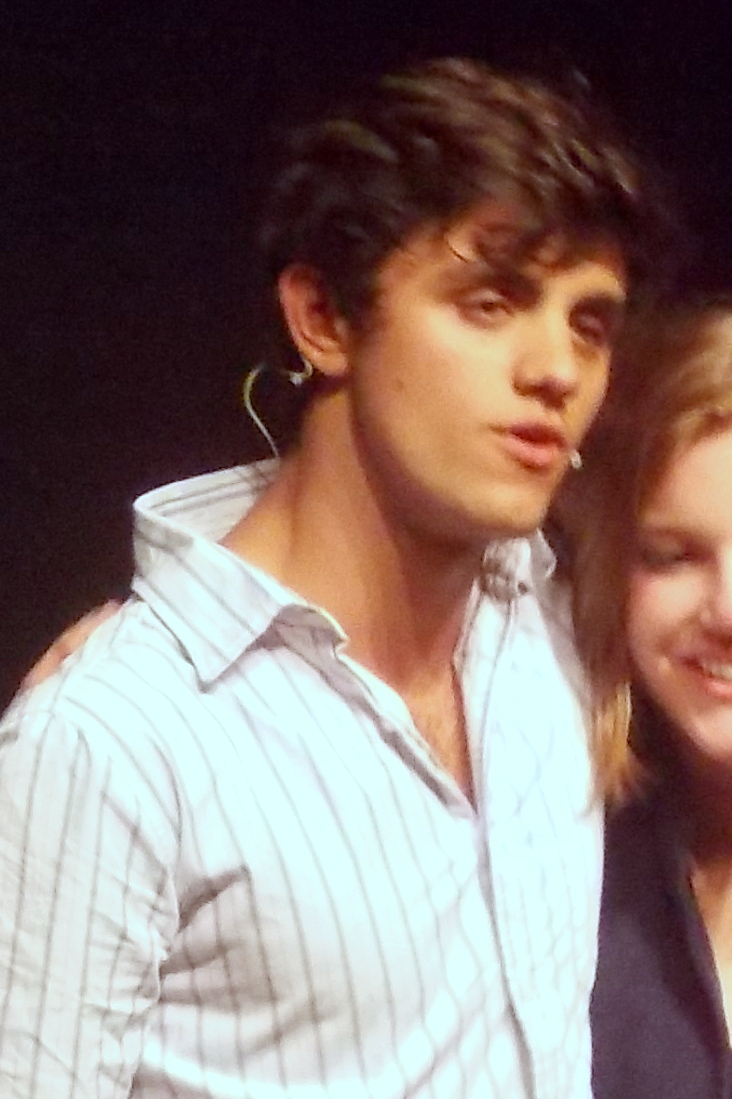
Felipe Simas
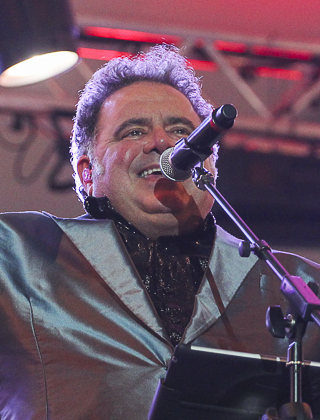
Léo Jaime
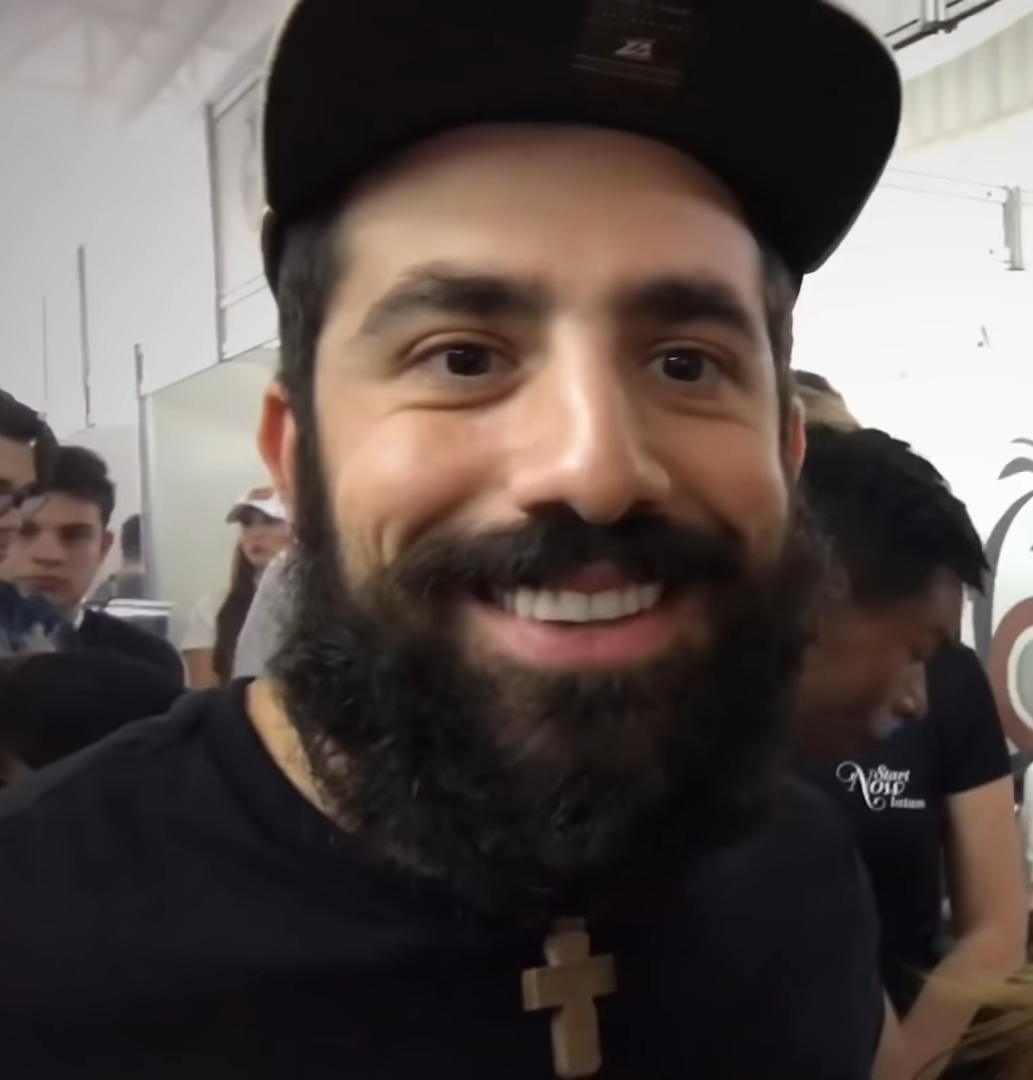
Kaysar Dadour
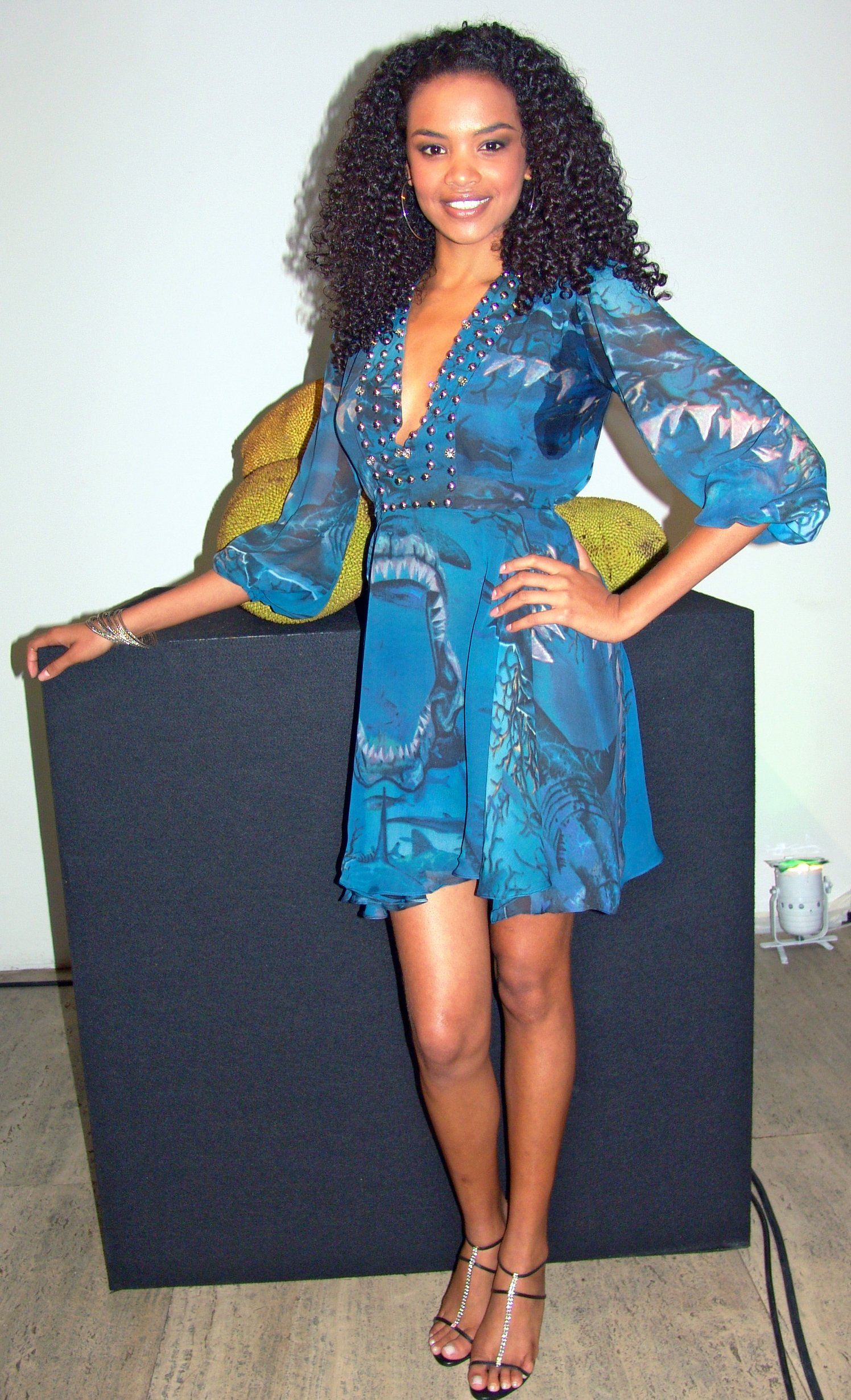
Lucy Ramos
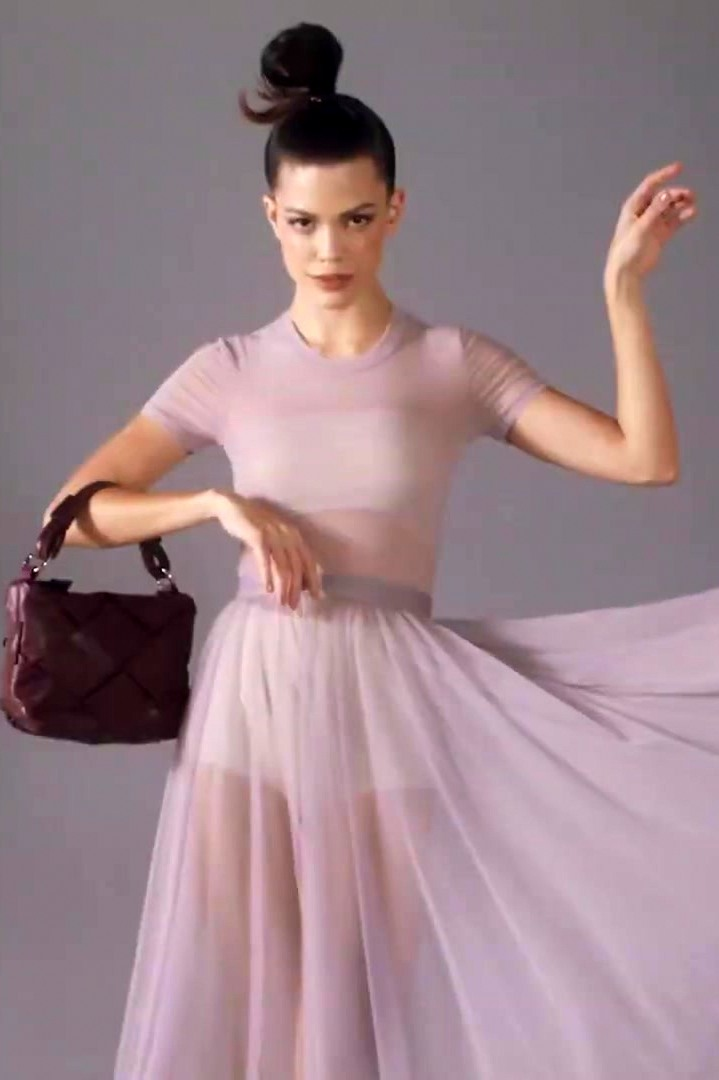
Vitória Strada
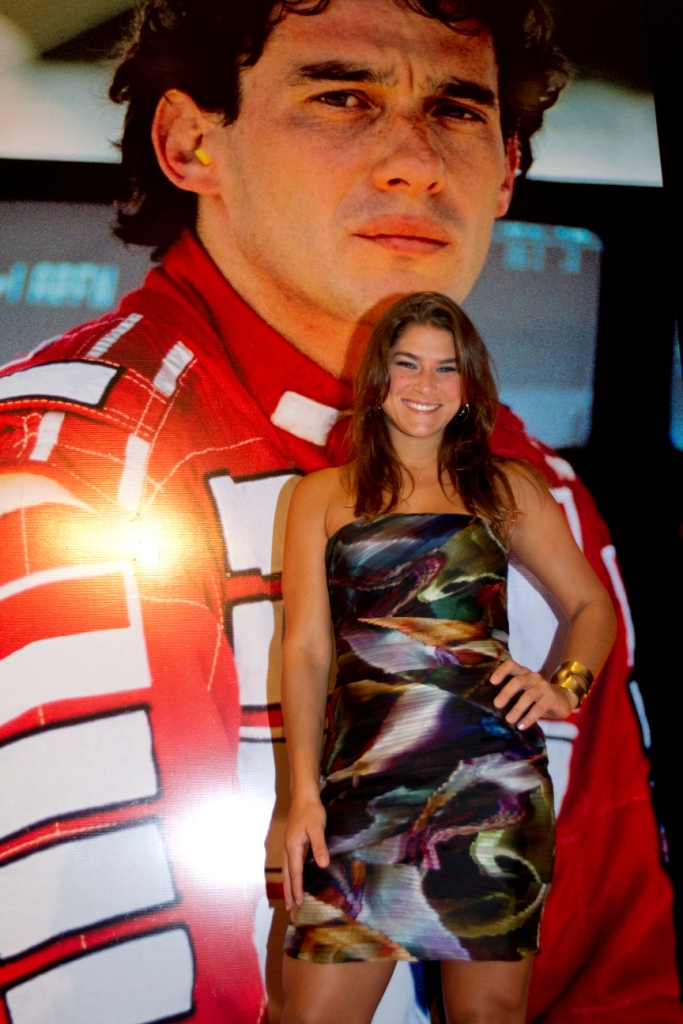
Priscila Fantin
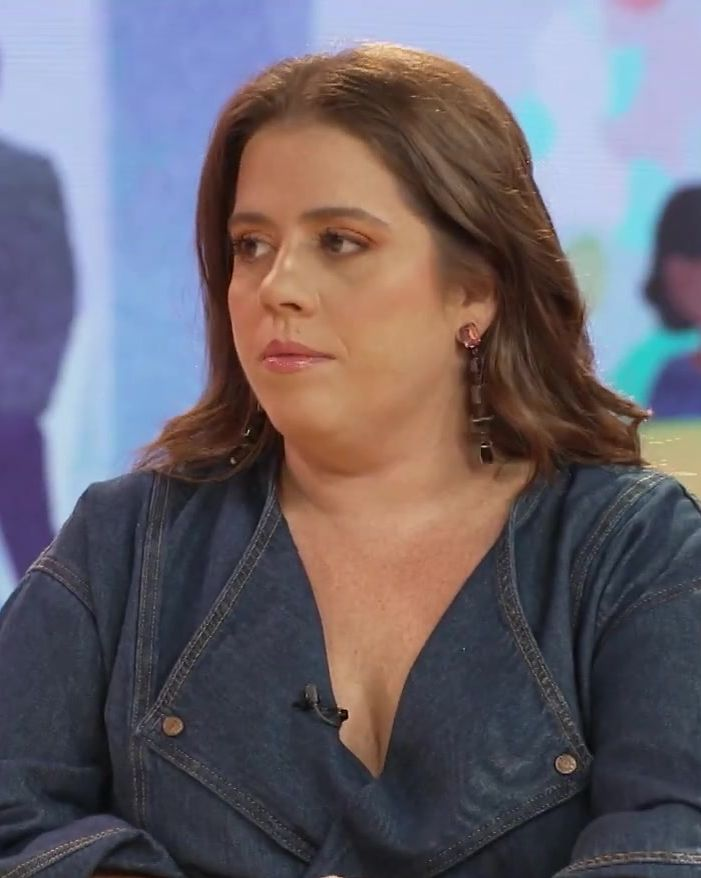
Tati Machado